# Tiền Kỳ Tham
Tiền Kỳ Tham (giản thể: 钱其琛; phồn thể: 錢其琛; bính âm: Qián Qíchēn, còn được phiên là Tiền Kỳ Thâm hay Tiền Kỳ Sâm; sinh ngày 5 tháng 1 năm 1928 tại quận Gia Định, Thượng Hải; mất ngày 9 tháng 5 năm 2017) là một nhà ngoại giao và chính trị gia Trung Quốc. Ông từng giữ chức vụ Bộ trưởng Ngoại giao từ tháng 4 năm 1988 đến tháng 3 năm 1998. Ông thông thạo tiếng Anh, tiếng Nga và biết một chút tiếng Pháp.

## Tiểu sử
Tiền Kỳ Tham gia nhập Đảng Cộng sản Trung Quốc năm 1942. Từ năm 1942 đến năm 1945, khi đang học tập ở Trường trung học thuộc Trường đại học Đại Đồng Thượng Hải, ông lần lượt được cử làm làm tổ trưởng đảng, bí thư chi bộ.
- Từ năm 1954 đến năm 1955, ông học tập ở Trường Đoàn Trung ương Liên Xô.
- Từ năm 1955 đến năm 1963, làm bí thư thứ hai Đại sứ quán Trung Quốc tại Liên Xô, phó chủ nhiệm phòng lưu học sinh, chủ nhiệm phòng nghiên cứu
- Từ năm 1963 đến năm 1966, trưởng phòng Vụ lưu học sinh, vụ phó vụ đối ngoại Bộ giáo dục cao đẳng.
- Từ năm 1966 đến năm 1972, trong thời gian Đại cách mạng Văn hóa, tham gia lao động ở Trường cán bộ 5-7.
- Từ năm 1972 đến năm 1982, làm tham tán tại Đại sứ quán Trung Quốc tại Liên Xô, đại sứ Trung Quốc tại Guinée, vụ trưởng vụ Báo chí Bộ Ngoại giao *Từ năm 1988-1998 giữ chức ngoại trưởng, bí thư đảng ủy, ủy viên quốc vụ.
- Từ năm 1993, giữ chức ủy viên Bộ chính trị Ban chấp hành Trung ương Đảng cộng sản Trung Quốc, phó thủ tướng kiêm ngoại trưởng. Ông nghỉ hưu vào năm 2003.

## Dấu ấn
Dưới thời ông làm ngoại trưởng Trung Quốc và Indonesia đã bình thường hóa quan hệ, Trung Quốc đã thiết lập quan hệ ngoại giao với Ả Rập Xê Út, Singapore, Brunei, Israel, Hàn Quốc và Nam Phi Na Uy và các nước khác, thành lập Tổng Lãnh sự quán theo thoả thuận với Haiti (trong khi nước này vẫn công nhận Trung Hoa Dân quốc (tức Đài Loan), tham gia giải quyết vấn đề Campuchia và phổ biến vũ khí hóa học. Trong giai đoạn này, Trung Quốc cũng đã thu hồi lại chủ quyền đối với Hồng Kông và Ma Cao.